# 명곡도서관
명곡도서관은 경상남도 창원시 의창구 소재의 도서관이다.

## 연혁
- 2012. 04. 25 명곡도서관 개관

## 이용 안내
이용 시간
- 어린이/유아자료실, 종합자료실(연속간행물코너, 장애인코너), 디지털자료실: 화~일요일 09:00 ~ 18:00
- 북카페: 화~일요일 10:00 ~ 21:00
- 쉼터: 화~일요일 09:00 ~ 21:00
- 자율학습실: 화~일요일 08:00 ~ 23:00

휴관일
- 매주 월요일
- 일요일을 제외한 법정 공휴일, 신정, 설 및 추석연휴
- 도서관 사정에 의해 관장이 지정한 날